# Рихтер, Андрей Александрович (инженер)
Андрей Александрович Рихтер — советский военный деятель, лауреат Сталинской премии.

## Биография
Родился 14 декабря 1907 года в Москве.
В Рабоче-Крестьянской Красной Армии — с 1931 года.
Занимал ряд инженерных и командных должностей в Рабоче-Крестьянской Красной Армии.
Принимал участие в Великой Отечественной войне: инженер-механик Краснознамённого дивизиона истребителей подводных лодок ОВР Северного флота, флагманский инженер-механик Печенгской Краснознамённой ордена Ушакова бригады торпедных катеров Северного флота.
После Великой Отечественной войны в звании инженер-капитана 2 ранга продолжил службу в Советской Армии и занимался инженерной деятельностью в её рядах.
За разработку конструкции и освоение производства лёгких малогабаритных дизелей был в составе коллектива удостоен Сталинской премии за выдающиеся изобретения и коренные усовершенствования методов производственной работы за 1949 год.
Умер после 1966 года.

## Награды
- орден Ленина (30.12.1956)
- орден Красного Знамени (28.05.1945, 27.12.1951)
- орден Отечественной войны I степени (26.06.1944)
- орден Отечественной войны II степени (22.07.1943)
- орден Красной Звезды (02.06.1942, 05.11.1946)